# Nellie McKay
Nell Marie McKay, nota come Nellie McKay (Londra, 13 aprile 1982), è una cantautrice, musicista e attrice britannica.

## Biografia
Nellie McKay è nata a Londra da padre inglese e madre statunitense. Nell'agosto 2003 ha avviato le registrazioni del suo primo album, prodotto da Geoff Emerick. L'album d'esordio è un doppio CD e questo le ha causato alcuni problemi con la Columbia Records, che voleva pubblicare massimo 13 tracce per l'esordio discografico dell'artista. L'album è uscito nel febbraio 2004. Nel 2005 l'artista ha scritto diverse canzoni per la colonna sonora del film Vizi di famiglia, che sono state diffuse su iTunes. Nell'ottobre 2006 è uscito il disco Pretty Little Head. Contestualmente l'artista ha debuttato a Broadway con la Roundabout Theatre Company interpretando L'opera da tre soldi. Nel settembre 2007 è stato pubblicato il terzo album dalla Vanguard Records. Sempre nel 2007 appare nel film P.S. I Love You. Nel 2009 ha proposto un disco di cover rese famose da Doris Day. Nel settembre 2010, invece, ha pubblicato il quinto album, questo di brani originali, per la Verve Records, prodotto con la madre Robin Pappas e con il musicista David Byrne. Ha collaborato con Byrne e Fatboy Slim nell'album Here Lies Love. Nel 2013 ha dato vita a uno spettacolo dal titolo Old Hats in cui è affiancata dai clown Bill Irwin e David Shiner.

## Discografia

### Album
- 2004 - Get Away from Me
- 2006 - Pretty Little Head
- 2007 - Obligatory Villagers
- 2009 - Normal as Blueberry Pie - A Tribute to Doris Day
- 2010 - Home Sweet Mobile Home

## Filmografia
- P.S. I Love You, regia di Richard LaGravenese (2007)
- Downtown Express, regia di David Grubin (2011)